# تاکائو دوئی
تاکائو دوئی (به انگلیسی: Takao Doi) فضانورد اهل کشور ژاپن است که در ۱۸ سپتامبر ۱۹۵۴ میلادی در توکیو زاده شد. وی در مأموریت اس‌تی‌اس-۸۷، اس‌تی‌اس-۱۲۳ حضور داشته است.